# Rijnbeek (Venlo)

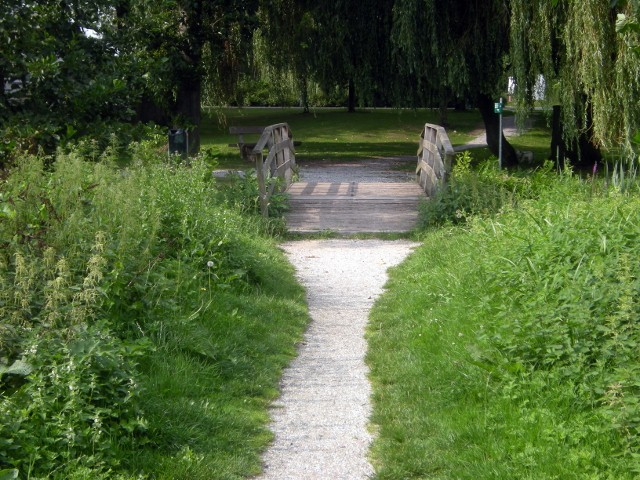
Bruggetje over de Rijnbeek in het Burgemeester Bergerpark.

De Rijnbeek is een vijf kilometer lange beek in de Nederlandse plaats Venlo. Hij is een restant van de zeventiende-eeuwse Fossa Eugeniana.

## Ligging
De Rijnbeek loopt van de Duitse grens aan de Weselseweg door het Bultenven, onder de A67 door, door het Ven, onder de Klagenfurtlaan door waar de Molenbeek er bij komt, door het Burgemeester Bergerpark, langs de Eugeniasingel, het politiebureau en de Hoogmolen. Daar verdwijnt hij voor circa honderd meter onder de grond, laat zich nog even zien bij de Burgemeester van Liebergenstraat en blijft vervolgens ondergronds tot hij bij de Puteanusstraat uitmondt in de Maas.

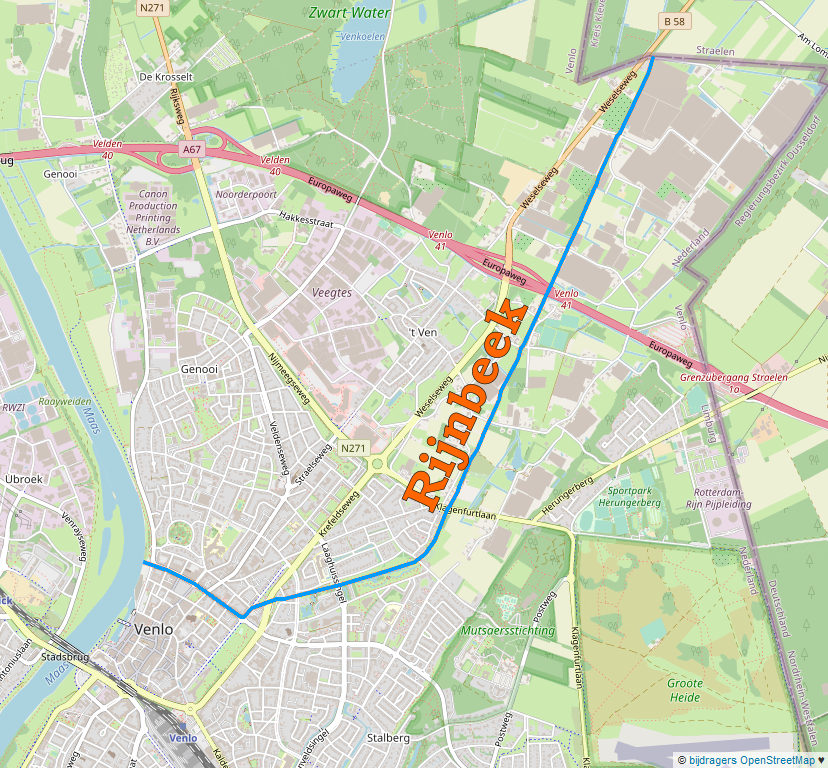
De Rijnbeek loopt van de Duitse grens naar de Maas.

## Historie

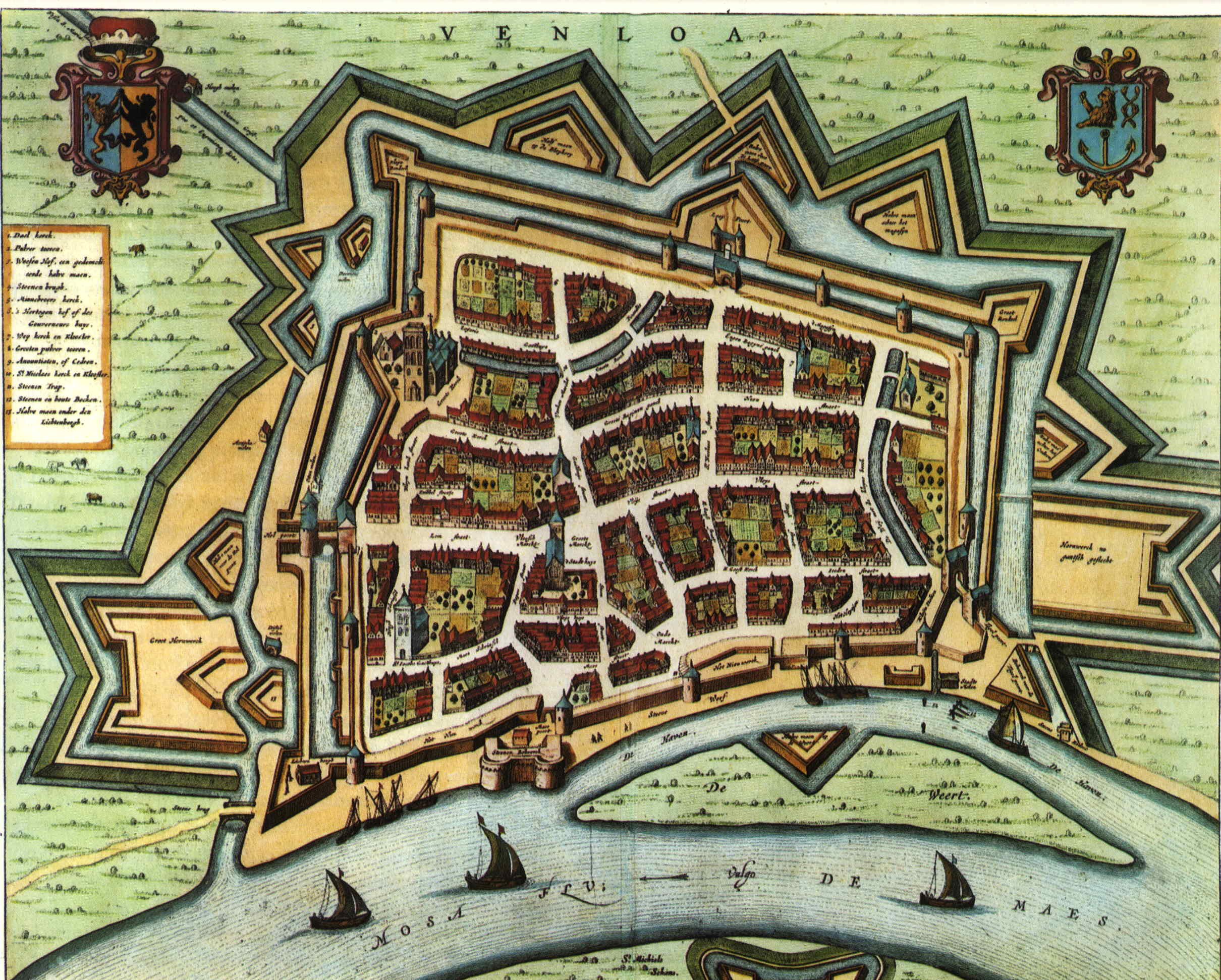
Kaart van Venlo in 1649, door Joan Blaeu.

Tussen 1626 en 1629 – Venlo was onder Spaans gezag – werkten de Spanjaarden aan een kanaal tussen de Maas bij Venlo en de Rijn bij Rheinberg: de Fossa Eugeniana. De Rijnbeek is een gedeelte van dit kanaal.
Op een plattegrond van Venlo van Joan Blaeu uit 1649 heet het kanaal Nieuwe Grift en Fossa S. Maria. Op een plattegrond uit 1742 is het kanaal ook ingetekend en heet al Ouden Rijn. Gedurende de jaren kreeg het onvoltooid kanaal het uiterlijk van een beek. De beek stroomde een tijd parallel aan de Molenbeek, bovenlangs Fort Beerendonk (hier stond na 1971 de Julianaflat, die afgebroken werd in 2022/2023) en bij de Gelderse Poort in de benedengrachten van de vesting.
In 1867 verloor Venlo de vestingstatus. De vestingwerken, inclusief alle grachten, werden geslecht. De Rijnbeek liep door nieuwgebouwde wijken en werd steeds meer overkluisd. Tot in de zestiger jaren van de twintigste eeuw was de beek, die in Venlo bekend staat als het Rienke, zichtbaar in het Monseigneur Nolenspark, ook Klein Park genoemd.
De Rijnbeek viel onder waterschap De Rijnbeek voordat dat overging op waterschap Het Maasterras en later waterschap Peel en Maasvallei.